# 狼は天使の匂い
『狼は天使の匂い』（おおかみはてんしのにおい、La Course du Lièvre à Travers les Champs）は、1972年のフランス・アメリカ合衆国のケイパー映画。監督はルネ・クレマン、出演はロバート・ライアンとジャン＝ルイ・トランティニャンなど。フランスの推理作家で映画脚本家・監督のセバスチアン・ジャプリゾがアメリカ合衆国の作家デイビッド・グーディスの小説を大胆に翻案・脚色し、クレマン監督が全編にわたって遊び心あふれる演出を披露、さらに欧米の個性派の名優たちが顔をそろえて各自の持ち味を発揮し、犯罪集団劇でありながら大人のおとぎ話にも似たカルト映画に仕上げた作品である。

## ストーリー
トニーの逃亡劇は操縦していたヘリコプターの墜落事故から始まった。事故で大勢のジプシーの子供を死なせてしまい、怒り狂ったジプシーに追われる身となったトニーはパリからニューヨーク、さらにはカナダのモントリオールへ。しかし、ジプシーの執拗な追跡はなおも続き、折から開催中の万国博覧会のアメリカ館に身を潜めたトニーだが、今度は2人組による殺人事件を目撃、一味に捕らえられ、アジトのある島に連れ去られる破目に。そこには泥棒一味のボスであるチャーリー、その情婦のシュガー、マットン、リッツィオ、パウル、その妹のペッパーがいた。こうして囚われの身となったトニーだが、島から逃げるためには橋を渡らなければならず、どうにか一味の目を逃れて渡ったとしてもジプシーたちが彼を待ち構えているに違いない。どうしたって逃げられやしないのだ。そう悟ったトニーは、当面、島に腰を落ち着けることを決意。そして、いつしかチャーリーに親しみを感じ始めるとともにシュガーとも親しくなった。やがてチャーリーから彼が計画している大仕事に誘われたトニーはその仲間になることを承知する。

## キャスト
| 役名         | 俳優                           | 日本語吹替                                  |
| 役名         | 俳優                           | TBS版                                       |
| ------------ | ------------------------------ | ------------------------------------------- |
| トニー       | ジャン＝ルイ・トランティニャン | 西沢利明                                    |
| チャーリー   | ロバート・ライアン             | 納谷悟朗                                    |
| シュガー     | レア・マッサリ                 | 武藤礼子                                    |
| ペッパー     | ティサ・ファロー               | 岡本茉莉                                    |
| リッツォ     | ジャン・ガヴァン               | 伊武雅之                                    |
| マットーニ   | アルド・レイ                   | 鎗田順吉                                    |
| マッカーシー | ロベール・パルティ             | 仁内達之                                    |
| レナー       | ルイ・オベール                 | 藤本譲                                      |
| マストラゴス | ドン・アレス                   | 緑川稔                                      |
| ジプシー     | マイケル・マイヨ               | 若本紀昭                                    |
| 不明 その他  |                                | つかせのりこ 桜本昌弘 吉田理保子 鈴木れい子 |
|              |                                |                                             |
| 演出         | 演出                           | 岡本知                                      |
| 翻訳         | 翻訳                           | 額田やえ子                                  |
| 効果         |                                |                                             |
| 調整         |                                |                                             |
| 制作         | 制作                           | グロービジョン                              |
| 解説         |                                |                                             |
| 初回放送     | 初回放送                       | 1978年1月23日 『月曜ロードショー』          |

※KADOKAWAから発売のBDに日本語吹替収録

## 製作
本作はアメリカ人作家デイビッド・グーディスの1954年の小説『Black Friday』を原作として企画が立てられたものの、脚本段階で原作のプロットから大きく逸脱することとなったため、クレジットでは原作としては示されていない。
なお、ハヤカワ・ポケット・ミステリからは『Black Friday』が映画の邦題に従うかたちで『狼は天使の匂い』（真崎義博訳）として刊行されている他、セバスチアン・ジャプリゾによるノベライゼーションが『ウサギは野を駆ける』（榊原晃三訳）として翻訳刊行されている。